# Skirmish (Band)
Skirmish ist eine finnische Thrash-Metal-Band aus Kajaani, die 2005 gegründet wurde.

## Geschichte
Die Band wurde im Oktober 2005 gegründet und bestand aus dem Sänger Timo Komulainen, den Gitarristen Tero Kemppainen und Mikko Kupiainen und dem Schlagzeuger Jukka Tolonen. Zu dieser Zeit hatte die Gruppe weder einen Bassisten noch einen Namen. Die Mitglieder begannen mit den Proben von alten Liedern, die sie zuvor für andere Projekte geschrieben hatten, sowie von neuen Kemmainens und Kupiainens. Im Dezember wurde ein erstes Demo mit drei Liedern aufgenommen, das jedoch nie veröffentlicht wurde. Im Februar 2006 stieß Harri Leinonen als Bassist hinzu. Zur selben Zeit wurde Komulainen durch den Sänger Jani Niskanen ersetzt. Im Sommer wurde die EP Four Devouring Pieces aufgenommen, die aus den vier Songs Follow Me, Devoured by Emptiness, Reprisoul und Burying the Seeds of Truth besteht. Im Januar 2007 begann die Band mit dem neuen Schlagzeuger Tommi Palo mit dem Proben von neuen Songs. 2008 und 2010 schlossen sich mit Undefined Phobias und Skirmish zwei weitere EPs an. 2011 erschien über Violent Journey Records das Debütalbum Through the Abacinated Eyes, dem 2013 Jet-Black Days bei Eternal Sound Records folgte.

## Stil
Laut Minos Dokopoulos von metalkaoz.com enthält das Album unter anderem Riffs, die an Slayer erinnern, ein donnerndes Schlagzeugspiel sowie schnelle Soli. Die Geschwindigkeit der Songs liege meist im mittleren bis hohen Bereich. Auch seien Gemeinsamkeiten zu Exodus und Amon Amarth hörbar. Walter von Metal.de schrieb in seiner Rezension zu Jet-Black Days, dass hierauf „[e]in amtliches Brett voll derb-deftiger Thrash-Kost“ zu hören ist, wobei man versuche „einen Brückenschlag zwischen purer Aggression und harscher Brutalität hin zu feinmotorisch intonierter Melodik in Kombination mit tiefschürfender Melancholie auf der anderen Seite zu schaffen“. Auf dem Album ahme man Riffs von Kreator, Slayer, Dark Angel, alten Sepultura und frühen Exodus nach. Die Geschwindigkeit sei meist hoch, wobei man auch gezielt gedrosseltere Passagen einstreue. In diesen Passagen nähere man sich klanglich etwas dem Black Metal an. Die Soli würden an die von Alexi Laiho erinnern.

## Diskografie
- 2006: Four Devouring Pieces (EP, Eigenveröffentlichung)
- 2008: Undefined Phobias (EP, Eigenveröffentlichung)
- 2010: Skirmish (EP, Eigenveröffentlichung)
- 2011: Through the Abacinated Eyes (Album, Violent Journey Records)
- 2013: Jet-Black Days (Album, Eternal Sound Records)